# Gerold Späth
Compléments
Académie bavaroise des beaux-arts
Gerold Späth, né à Rapperswil le 16 octobre 1939, est un écrivain suisse.

## Biographie
Il obtient le prix Alfred Döblin en 1979 et le prix Gottfried-Keller en 2010.

## Ouvrages traduits en français
- Barbarville [« Barbarswila »], trad. de Claude Chenou, Lausanne, Suisse, Éditions L’Âge d’Homme, 1993, 278 p.  (ISBN 2-8251-0279-2)
- Un nommé Unschlecht [« Unschlecht »], trad. de Raymond Lauener, Lausanne, Suisse, Éditions L’Âge d’Homme, 1996, 533 p.  (ISBN 2-8251-0726-3)